# Castanea (Tessaglia)
Castanea (in greco antico: Καστανέα?) era una città dell'antica Grecia ubicata in Tessaglia.

## Storia
Secondo Strabone si trovava sulla costa a circa 30 km a nord-est di Sepiade.
Erodoto racconta che di fronte alla sua costa si ripararono alcune navi persiane durante una tempesta prima della battaglia delle Termopili durante le guerre persiane, Altre navi persiane andarono distrutte nei pressi della città di Melibea e del capo Sepiade.
Esiste una leggenda antica secondo la quale il nome Castanea, che designa comunemente una pianta conosciuta come castagno, derivi dalla città di Castanea.